# Action alimentaire
L’action alimentaire est une action judiciaire qui ne vise pas à établir un lien de filiation, mais à entendre condamner le géniteur d’un enfant à lui verser un secours alimentaire, sans que sa paternité soit établie. Elle existe en droit belge comme en droit français (sous le nom d’action à fins de subsides depuis 1972).

## En Belgique
L’action alimentaire est disposée par l’article 336 du Code civil (chapitre « De l’action en réclamation d’une pension pour l’entretien, l’éducation et la formation adéquate ») :
« L’enfant dont la filiation paternelle n’est pas établie, peut réclamer à celui qui a eu des relations avec sa mère pendant la période légale de conception, une contribution alimentaire en vertu de l’article 203, § 1er. »
— Code civil belge, Article 336
L’action est exercée par le parent légal au nom de l’enfant mineur ou par l’enfant lui-même après sa majorité. Elle est irrecevable si l’enfant a déjà une filiation paternelle établie à l’égard d’un autre homme. Elle n’est soumise à aucun délai de prescription.
Bien que ne tendant pas à l’établissement d’une filiation, l’action sera rejetée si le défendeur établit qu’il n’est pas le géniteur de l’enfant :
« L’action est rejetée si le défendeur établit, par toutes les voies de droit, qu’il n’est pas le père. »
— Code civil belge, Article 338bis
La juriste Nicole Gallus explique ainsi le rôle de cette action :

« Ainsi, lorsqu’un enfant n’a pas été reconnu par son père biologique, la mère — au nom de l’enfant — ou l’enfant lui-même — après sa majorité — peut estimer préférable de s’en tenir à une demande fondée sur l’article 336, visant à obtenir une rente alimentaire sans établir pour autant la paternité de l’enfant, plutôt que d’agir en une recherche d’une paternité qui confèrerait de plein droit au père légal des droits et des responsabilités, notamment en matière d’autorité parentale ou encore en matière de tutelle en cas de décès de la mère. 
Alors que plusieurs auteurs s’étaient prononcés en faveur de l’abrogation de cette institution issue d’une époque révolue, le législateur de 2006 a choisi de conserver la procédure aux fins de subsides, « petit bijou d’hypocrisie bourgeoise », qui ne sert plus désormais à protéger le fils de bonne famille des revendications déplacées d’une servante engrossée par inadvertance, mais bien, dans la grande majorité des cas, à permettre à une mère célibataire d’élever son enfant sans s’embarrasser des intrusions d’un père biologique peu enclin à assumer ses responsabilités dans une relation de parenté dont elle préfère le tenir écarté et dont il se désintéresse. »

— Nicole Gallus, La filiation

## En France
Remplaçant l’action alimentaire prévue par la loi du 15 juillet 1955, l’action à fins de subsides a été créée par la loi du 3 janvier 1972 sur la filiation. Elle reste une voie intermédiaire qui fait participer un homme à l’éducation de l’enfant sans qu’un lien de filiation ne soit établi :
« Tout enfant dont la filiation paternelle n’est pas légalement établie, peut réclamer des subsides à celui qui a eu des relations avec sa mère pendant la période légale de la conception.

L’action peut être exercée pendant toute la minorité de l’enfant ; celui-ci peut encore l’exercer dans les dix années qui suivent sa majorité si elle ne l’a pas été pendant sa minorité.

L’action est recevable même si le père ou la mère était au temps de la conception, engagé dans les liens du mariage avec une autre personne, ou s’il existait entre eux un des empêchements à mariage réglés par les articles 161 à 164 du présent code. »
— Article 342 du Code civil
Il suffit donc que le défendeur ait eu des relations avec la mère pendant la durée légale de conception pour qu’il puisse se voir opposer une demande de subsides. Toutefois :
« Le défendeur peut écarter la demande en faisant la preuve par tous moyens qu’il ne peut être le père de l’enfant. »
— Article 342-4 du Code civil

### Historique

#### Sous l’Ancien Régime
L’histoire de l’action alimentaire est liée à celle de l’action en recherche de paternité. L’Ancien droit prévoyait l’action en recherche de paternité, sur la foi de la déclaration de la mère de l’enfant au cours de l’accouchement : « La vérité semblait sortir magiquement du corps convulsé des femmes dans les douleurs de l’accouchement, tout comme elle sortait du corps torturé des accusés ». Ce que traduisait l’adage latin Creditur virgini dicenti se ab aliquo cognitam et ex eo praegnantem esse (« on doit croire la fille qui dit avoir été connue par un quidam et être enceinte de ses œuvres »). Toutefois, pour obtenir des effets durables, la mère devait fournir la preuve d’un commerce réel avec cet homme, dit preuve de « fréquentation ». Le défendeur pouvait lui opposer l’exception plurium constupratorum, si elle était réputée avoir fréquenté d’autres hommes.
Mais ces enfants, n’étant ni légitimes, ni légitimés, appartenaient à la troisième catégorie des bâtards. Parmi l’ensemble des fonctions anthropologiques qu’assument les parents — concevoir, nourrir, instruire, être responsable vis-à-vis de l’enfant, le doter d’un nom, d’un statut social ou de droits, exercer une autorité, et enfin s’interdire de relations sexuelles avec l’enfant —, l’historienne Sylvie Steinberg note qu’aux XVIe et XVIIe siècles les enfants bâtards n’entrent pas dans leur lignée de leur père et ne leur succèdent pas, même si leurs pères sont tenus de leur assurer la nourriture et de pourvoir à leur éducation selon leur propre rang social. Elle rappelle à ce propos l’adage du jurisconsulte Antoine Loysel :

« Qui fait l’enfant le doit nourrir. »

— Antoine Loysel, Institutes coutumières
Elle note aussi que les pères d’enfants bâtards n’étaient toutefois généralement pas doués de puissance paternelle. Ces enfants pouvaient donc se marier sans obtenir de consentement parental, même s’ils étaient mineurs civils ou matrimoniaux.

#### À partir duXVIIIesiècle
Cette action en recherche de paternité fait l’objet de vives critiques à la fin de l’Ancien Régime, et elle est prohibée dans le droit intermédiaire après la réaction thermidorienne, interdiction consolidée par le Code civil dans son article 340 ancien.
Toutefois, sur le fondement de la doctrine de la responsabilité du fait personnel disposée dans l’article 1382 ancien du Code civil (devenu l’article 1240 par l’ordonnance du 10 février 2016), qui oblige celui qui a commis un dommage à autrui à le réparer (notamment en payant), des femmes obtiennent une indemnité ou des subsides sans que la filiation paternelle de l’homme ne soit établie :
« Tout fait quelconque de l’homme, qui cause à autrui un dommage, oblige celui par la faute duquel il est arrivé à le réparer. »
— Article 1382 ancien du Code civil
L’historienne Marcela Iacub précise à ce sujet :

« l’interdiction d’entamer des actions en recherche de paternité n’empêchera pas la Cour de cassation, dès 1845, d’autoriser la condamnation, sous le fondement de la responsabilité civile, de l’homme qui, après avoir séduit dolosivement une jeune fille, l’avait abandonné — elle et son enfant. »

— Marcela Iacub, L’Empire du ventre
L’utilisation de l’article 1382 connait en fait deux étapes. La première commence par un arrêt rendu le 24 mars 1845 par la Cour de cassation. Dans cette affaire, les juges avaient décidé que la rupture d’une promesse de mariage sans motifs constituait un quasi-délit et pouvait suffire à accorder des réparations à la plaignante. La deuxième étape est franchie en 1864 par un nouvel arrêt de la Cour de cassation. Les magistrats en 1864 ont décidé que la séduction dolosive d’une jeune femme « innocente », même sans promesse de mariage, constituaient également des motifs de réparation,.
Dans les deux cas, il ne s’agit alors que d’enfants naturels dont le père putatif n’est pas marié. La justice exige qu’il assure les besoins de l’enfant sans qu’il lui confère son nom et lui donne un droit sur son héritage.
La loi du 16 novembre 1912 rétablit l’action en recherche de paternité, quoiqu’assortie de nombreuses restrictions (elle ne pouvait être ouverte que dans cinq cas : cas de viol ou de rapt ; de séduction dolosive ; d’aveu écrit du père présumé ; de concubinage notoire ; de participation à l’entretien et l’éducation de l’enfant par le père présumé, et deux fins de non-recevoir étaient prévues : l’inconduite notoire de la mère et la preuve de l’impossibilité de la paternité).
Néanmoins certaines féministes de l’époque, comme Nelly Roussel, Maria Pognon, Hubertine Auclert, Pauline Kergomard, accueillent la nouvelle loi de façon critique, préférant la création d’une Caisse de la maternité. Nelly Roussel argumentant :

« nous aurions tort de ne voir dans cette recherche de paternité autre chose qu’un palliatif très insuffisant […] il importe moins de donner à la mère trahie et à l’enfant délaissé la possibilité de rechercher et de punir l’amant trompeur, le père indigne que de les mettre l’un et l’autre en état de se passer de lui, de l’ignorer comme il les ignore et de le mépriser comme il les dédaigne. […] créer cette « Caisse de la maternité », réaliser cette assimilation de la fonction maternelle à une fonction sociale, qui, seule, peut assurer aux mères l’indépendance avec la sécurité… voilà le grand, le vrai remède à tant de maux dont nous nous affligeons. »

La loi du 15 juillet 1955, en créant l’action alimentaire, supprime la nécessité du recours à l’article 1382 et permet à l’enfant naturel d’ester en justice afin d’obtenir une pension alimentaire, sans que sa filiation ne soit cependant établie. Cette action alimentaire est remplacée par l’actuelle action à fins de subsides créée par la loi du 3 janvier 1972 sur la filiation.